# چادراک اکولو
چادراک اکولو (انگلیسی: Chadrac Akolo؛ زادهٔ ۱ آوریل ۱۹۹۵) بازیکن فوتبال اهل جمهوری دموکراتیک کنگو است که در پست هافبک بازی می‌کند.
از باشگاه‌هایی که در آن بازی کرده‌است می‌توان به باشگاه فوتبال اشتوتگارت و باشگاه فوتبال سیون اشاره کرد.
وی همچنین در تیم ملی فوتبال جمهوری کنگو بازی کرده‌است.